# Liste des lord-lieutenants du Royaume-Uni
Il s'agit d'une liste des lord-lieutenants en Angleterre et pays de Galles, Écosse, et en Irlande du Nord.

## Lords-lieutenants
| Zone de lieutenance              | Nom                                   | Depuis             |
| -------------------------------- | ------------------------------------- | ------------------ |
| Aberdeen                         | George Adam                           | Mai 2012           |
| Aberdeenshire                    | James Ingleby                         | 13 juillet 2010    |
| Angus                            | Georgiana Osborne                     | 24 juillet 2001    |
| Antrim                           | David McCorkell (en)                  | 29 juin 2019       |
| Argyll and Bute                  | Patrick Stewart                       | Juillet 2011       |
| Armagh                           | Nicholas Alexander                    | 15 mai 1989        |
| Ayrshire and Arran               | Iona Sara McDonald                    | 2017               |
| Banffshire                       | Clare Nancy Russell                   | 19 février 2003    |
| Bedfordshire                     | Helen Nellis                          | 22 février 2012    |
| Belfast                          | Fionnuala Jay-O’Boyle                 | 2014               |
| Berkshire                        | James Puxley                          | 14 janvier 2015    |
| Berwickshire                     | Jeanna Swan                           | 25 avril 2014      |
| Bristol                          | Peaches Golding                       | 23 avril 2017      |
| Buckinghamshire                  | Henry Aubrey-Fletcher                 | 2006               |
| Caithness                        | Margaret Annie Geddes Dunnett         | 12 mai 2004        |
| Cambridgeshire                   | Hugh Duberly                          | 20 août 2003       |
| Cheshire                         | Thomas David Briggs                   | 7 mars 2010        |
| Clackmannanshire                 | Johnny Stewart                        | 5 juin 2014        |
| Clwyd                            | Harry Fetherstonhaugh                 | 17 janvier 2013    |
| Cornouailles                     | Colonel Edward Bolitho                | 19 septembre 2011  |
| Cumbria                          | Claire Hensman                        | 22 décembre 2012   |
| Derbyshire                       | William Tucker                        | 2009               |
| Devon                            | David Fursdon                         | 17 avril 2015      |
| Dorset                           | Angus Campbell                        | 2014               |
| Down                             | David Lindsay                         | 25 août 2009       |
| Dumfries                         | Fiona Armstrong                       | 2016               |
| Dunbartonshire                   | Michael Gregory                       | Octobre 2008       |
| Dundee                           | Robert Duncan                         | 2011               |
| Durham                           | Susan Snowdon                         | 8 mars 2013        |
| Dyfed                            | Sara Edwards                          | 7 février 2016     |
| East Lothian                     | Michael Williams                      | Mai 2013           |
| East Riding of Yorkshire         | Susan Cunliffe-Lister                 | 19 décembre 2005   |
| Sussex de l'Est                  | Peter Field                           | 19 août 2008       |
| Édimbourg                        | Donald Wilson                         | Juillet 2012       |
| Essex                            | John Patrick Lionel Petre             | 2002               |
| Fermanagh                        | Alan Brooket                          | 9 juillet 2012     |
| Fife                             | Robert William Balfour                | 22 janvier 2015    |
| Glasgow                          | Sadie Docherty                        | 2011               |
| Gloucestershire                  | Janet Trotter                         | 25 octobre 2010    |
| Grand Londres                    | Ken Olisa                             | 29 mai 2015        |
| Grand Manchester                 | Warren James Smith                    | 11 juillet 2007    |
| Gwent                            | Simon Boyle                           | 22 octobre 2001    |
| Gwynedd                          | Edmund Seymour Bailey                 | 16 avril 2014      |
| Hampshire                        | Nigel Atkinson                        | Septembre 2014     |
| Herefordshire                    | Susan Bligh                           | 24 octobre 2008    |
| Hertfordshire                    | Dione Grimston                        | 27 juillet 2007    |
| Inverness                        | Donald Angus Cameron                  | 19 novembre 2002   |
| Île de Wight                     | Martin Spencer White                  | Octobre 2006       |
| Kent                             | Philip Sidney                         | 1er septembre 2011 |
| Kincardineshire                  | Carol Kinghorn                        | 11 septembre 2007  |
| Kirkcudbright                    | Malcolm Ross                          | 2 mars 2006        |
| Lanarkshire                      | Mushtaq Ahmad                         | 11 novembre 2010   |
| Lancashire                       | Charles Kay-Shuttleworth              | 13 janvier 1997    |
| Leicestershire                   | Jennifer Gretton                      | 24 février 2003    |
| Lincolnshire                     | Toby Dennis                           | 23 février 2015    |
| Cité de Londres                  | Alan Yarrow                           | 7 novembre 2014    |
| Cité de Londonderry              | Angela Garvey                         | 9 octobre 2013     |
| Comté de Londonderry             | Denis Desmond                         | 14 juin 2000       |
| Merseyside                       | Lorna Muirhead                        | 2006               |
| Mid Glamorgan                    | Kathrin Elizabeth Thomas              | 23 décembre 2003   |
| Midlands de l'Ouest              | John Crabtree                         | 3 janvier 2017     |
| Midlothian                       | Richard Callander                     | 3 avril 2020       |
| Moray                            | Lieutenant-colonel Grenville Johnston | 20 août 2005       |
| Nairn                            | Ewen John Brodie                      | 9 novembre 1999    |
| Norfolk                          | Philippa Dannatt                      | 5 août 2019        |
| Northamptonshire                 | David Laing                           | 17 juin 2014       |
| Northumberland                   | Jane Percy                            | 12 mai 2009        |
| Nottinghamshire                  | John Peace                            | 21 juillet 2012    |
| Orcades                          | Bill Spence                           | Février 2014       |
| Oxfordshire                      | Tim Stevenson                         | 1er septembre 2008 |
| Perth and Kinross                | Melville Stewart Jameson              | 14 août 2006       |
| Powys                            | Tia C. Jones                          | 2018               |
| Renfrewshire                     | Guy Clark                             | 2 juin 2007        |
| Ross and Cromarty                | Janet Bowen                           | 2 juin 2007        |
| Roxburgh, Ettrick and Lauderdale | Richard Scott                         | 28 décembre 2016   |
| Rutland                          | Laurence Howard                       | 14 juillet 2003    |
| Shropshire                       | Algernon Eustace Heber-Percy          | 11 mars 1996       |
| Shetland                         | Robert Hunter                         | Décembre 2011      |
| Somerset                         | Anne Maw                              | 2 mars 2015        |
| South Glamorgan                  | Peter Beck                            | 14 juin 2008       |
| Yorkshire du Sud                 | Andrew Coombe                         | 7 avril 2015       |
| Staffordshire                    | Ian Dudson                            | 29 mars 2012       |
| Stirling and Falkirk             | Marjory McLachlan                     | 28 novembre 2005   |
| Suffolk                          | Clare, comtesse de Euston             | 13 décembre 2014   |
| Surrey                           | Sally Marks                           | 23 août 2015       |
| Sussex de l'Ouest                | Susan Pyper                           | 2008               |
| Sutherland                       | Monica Main                           | 20 août 2005       |
| Tweeddale                        | Hew Strachan                          | 20 mai 2014        |
| Tyne and Wear                    | Susan Winfield                        | 12 janvier 2015    |
| Tyrone                           | Robert Lowry Scott                    | 5 juillet 2009     |
| Warwickshire                     | Timothy Cox                           | 2 avril 2013       |
| Hébrides extérieures             | Donald Martin                         | 2016               |
| West Glamorgan                   | Louise Fleet                          | 17 mars 2020       |
| West Lothian                     | Isobel Gunning Brydie                 | 11 juin 2002       |
| Wigtown                          | (vacant)                              | 31 décembre 2014   |
| Wiltshire                        | Sarah Rose Troughton                  | Février 2012       |
| Worcestershire                   | Patrick Holcroft                      | 28 décembre 2012   |
| Yorkshire du Nord                | Johanna Ropner                        | 13 novembre 2018   |
| Yorkshire de l'Ouest             | Ingrid Roscoe                         | 2004               |